# Ástira
Ástira (en griego, Ἄστυρα) era una antigua ciudad de Misia. En el Periplo de Pseudo-Escílax se ubica en una parte del territorio que los misios habían cedido a los lidios donde habitaba gente procedente de Lesbos.
Estrabón la ubica cerca de Adramitio y Antandro, a veinte estadios de la antigua Crisa y a unos setenta de Tebas Hipoplacia (estos dos últimos lugares estaban desiertos). En su época era solo una aldea pero antes había sido una pequeña ciudad con un santuario de Artemisa Astirene en un bosque sagrado. Este santuario de Artemisa Astirene es también citado por Jenofonte. Junto a Ástira había una laguna llamada Sapra.
Perteneció a la Liga de Delos puesto que aparece mencionada en registros de tributos a Atenas entre los años 454/3 y 438/7 a. C.
Se ha sugerido que habría estado situada en las aguas termales de Lijia, pero existe controversia sobre el número de ciudades con el nombre de Ástira de la antigüedad. Además de la Ástira situada junto a Abidos, se discute si la Ástira mencionada en las listas de tributos atenienses es la misma que la Ástira situada cerca de Adramitio mencionada por Estrabón.